# Burg Bosiljevo

Grundriss aus dem 19. Jahrhundert

Die Burg Bosiljevo befindet sich südlich der Gemeinde Bosiljevo und nordöstlich des Dorfes Orišlje in der Gespanschaft Karlovac, erbaut von den Frankopanen im 15. Jahrhundert auf einem etwa 225 m hohen Felsen. Erstmals urkundlich erwähnt wurde die Höhenburg im Jahr 1461 und das heutige Aussehen erhielt sie zu Beginn des 20. Jahrhunderts. Von der lokalen Bevölkerung wird sie einfach auch Stari grad (deutsch: Altstadt) genannt.

## Galerie

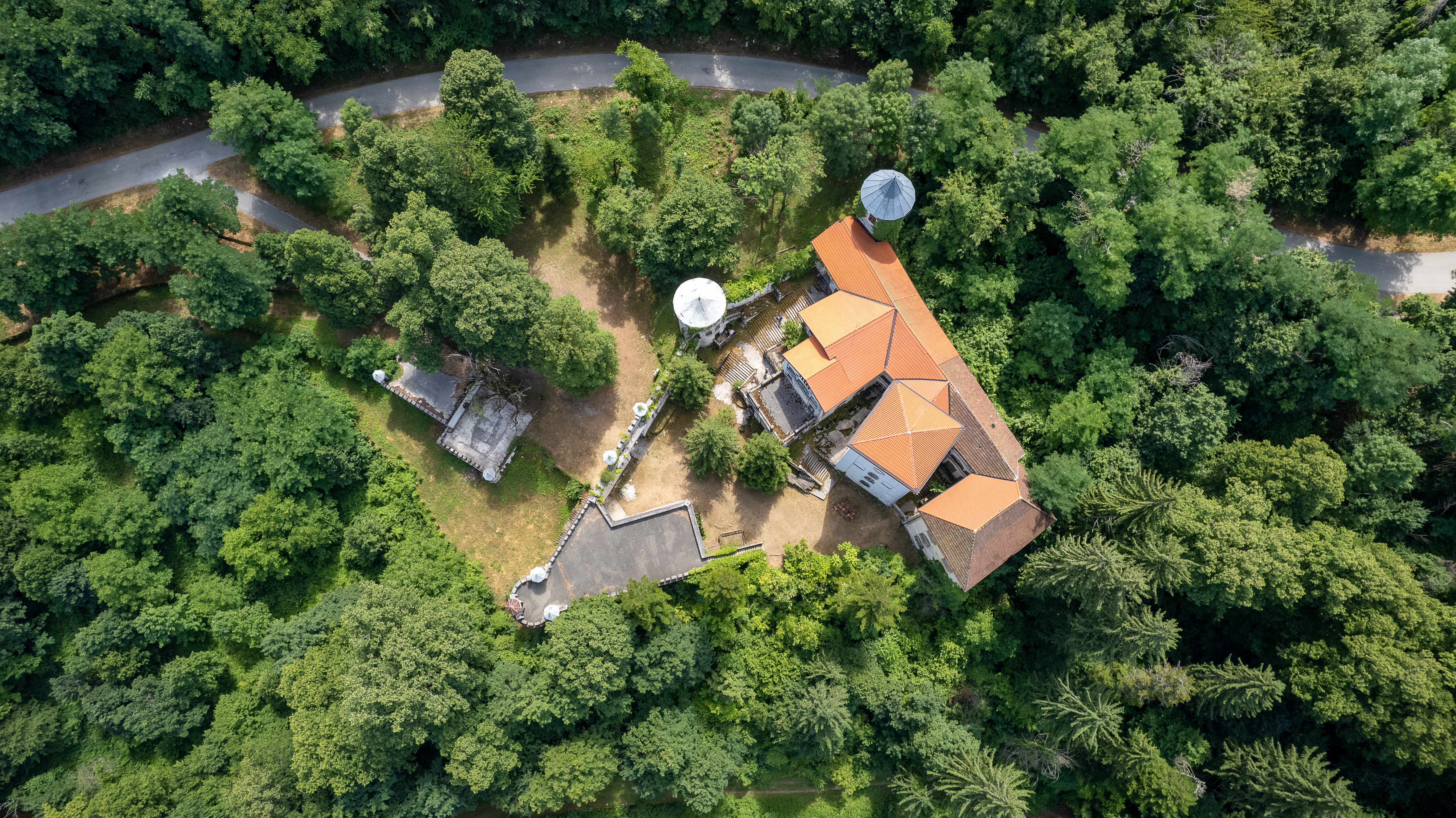
Luftaufnahme der Burganlage
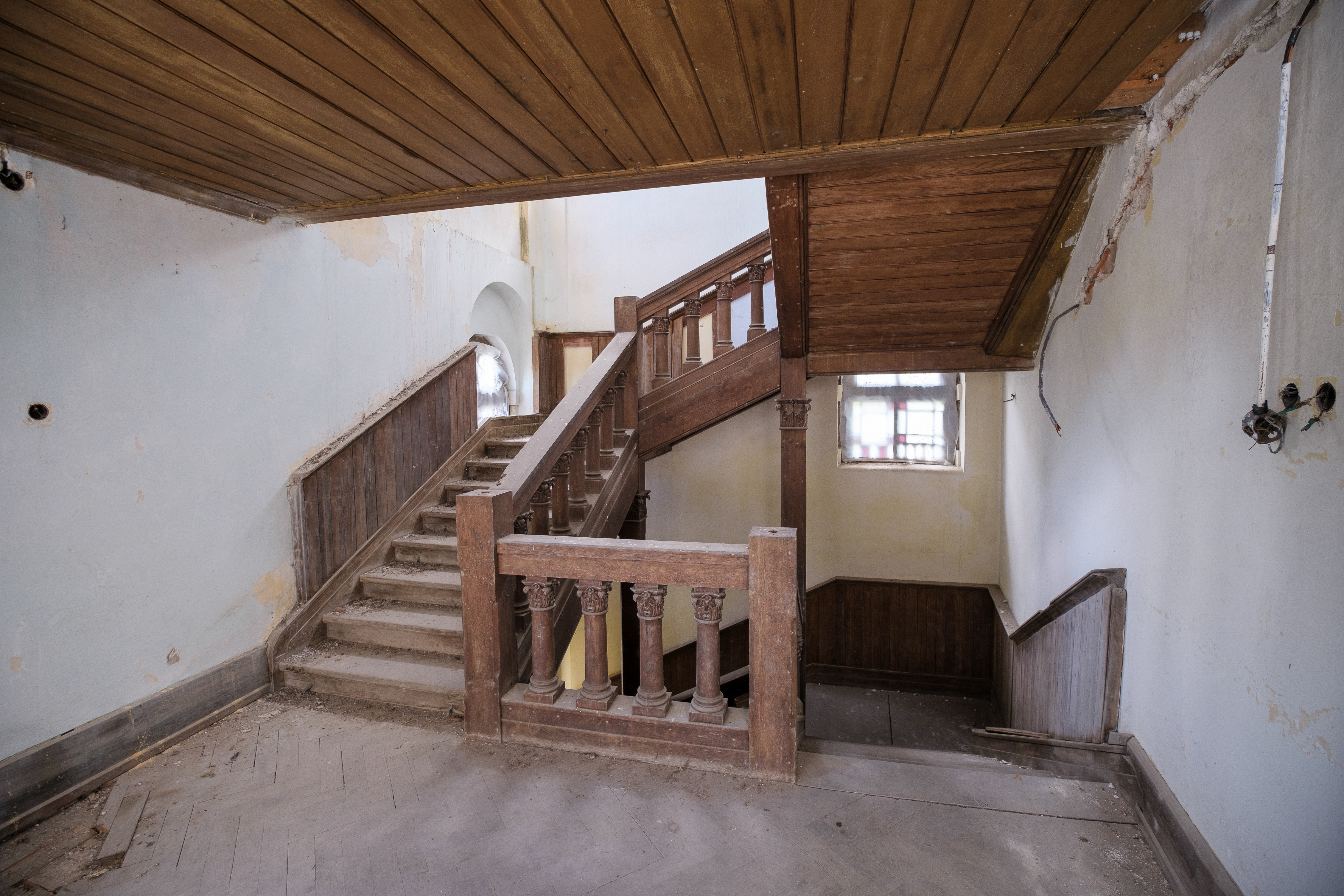
Innenansicht
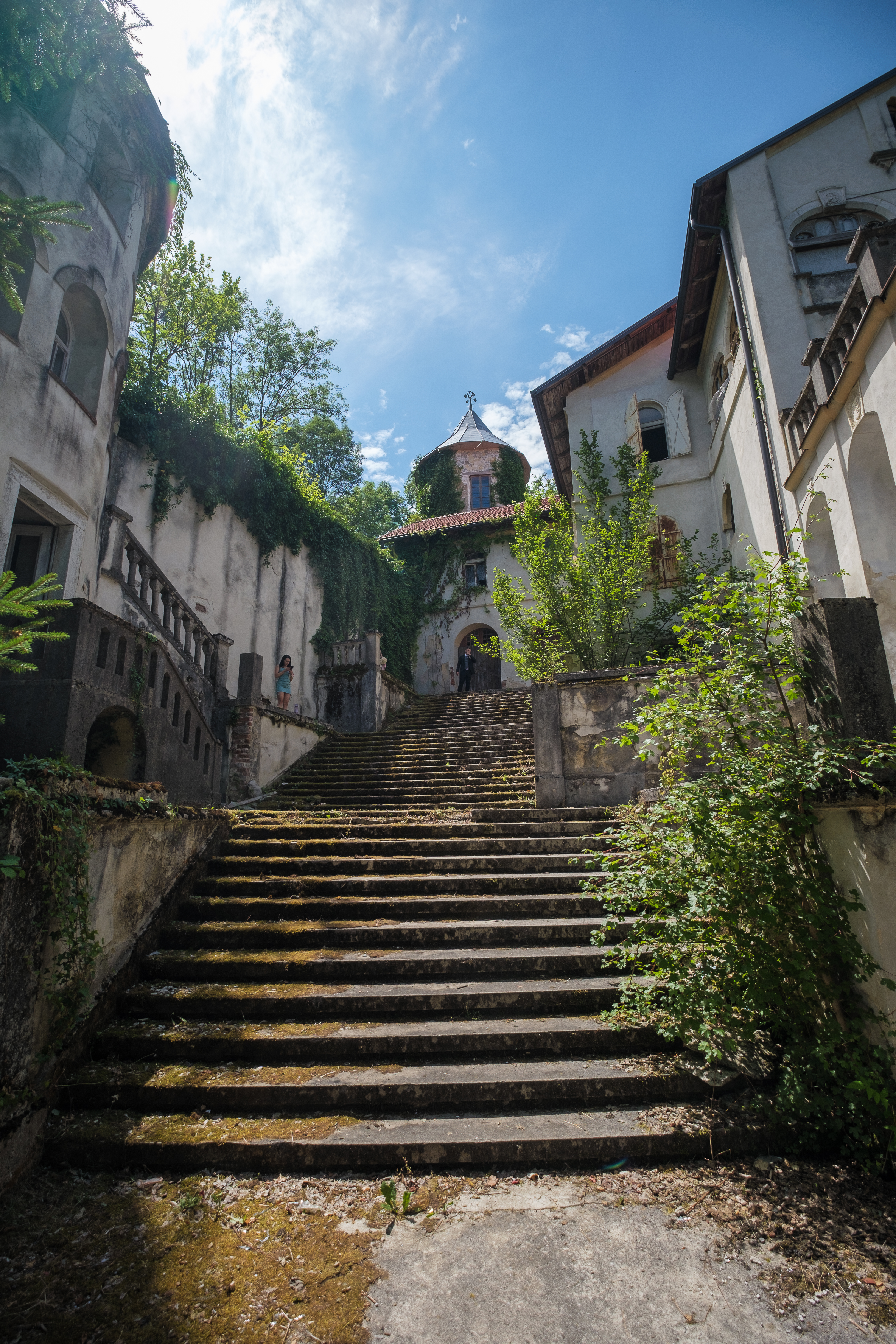
Treppenaufgang
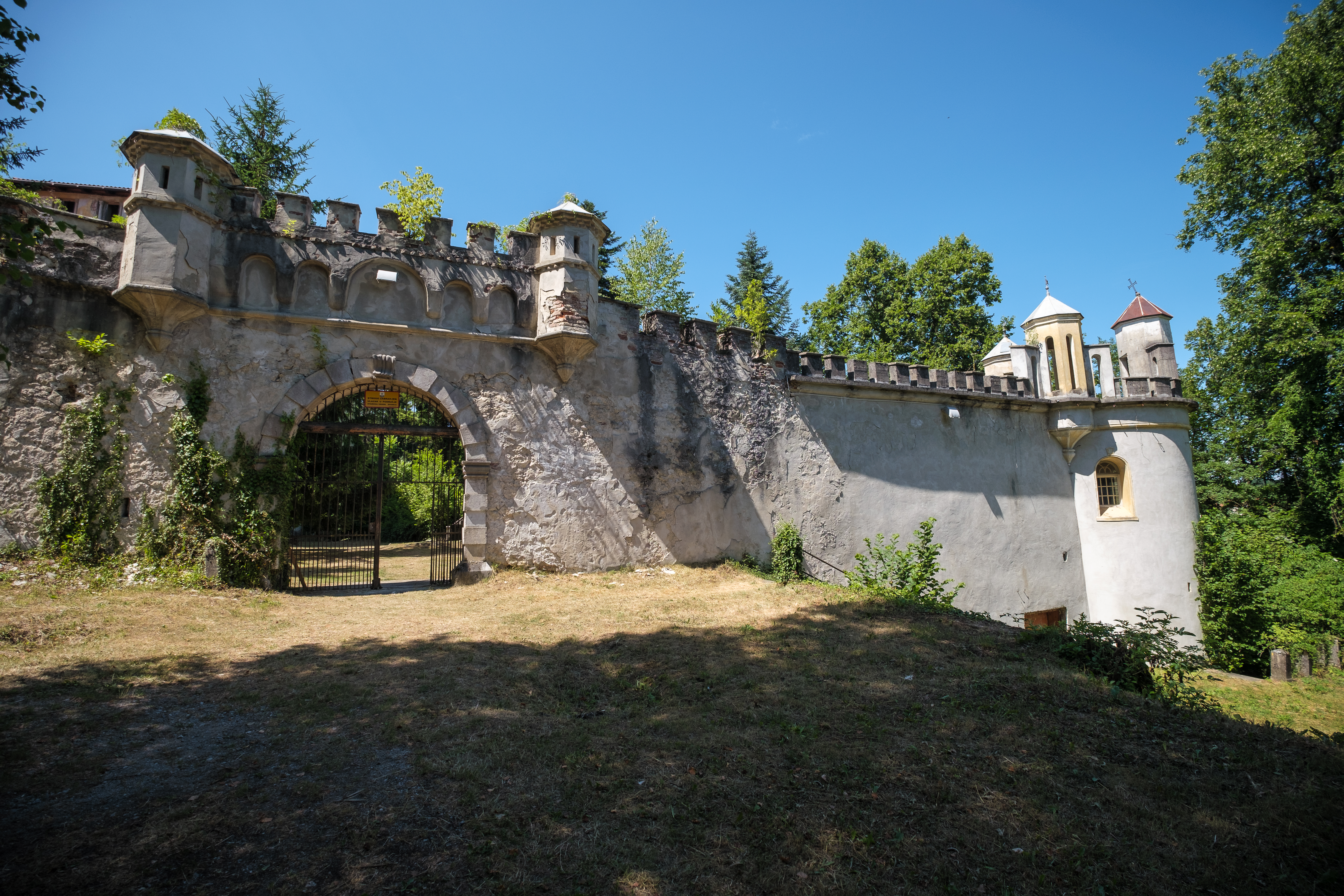
Eingang zur Anlage
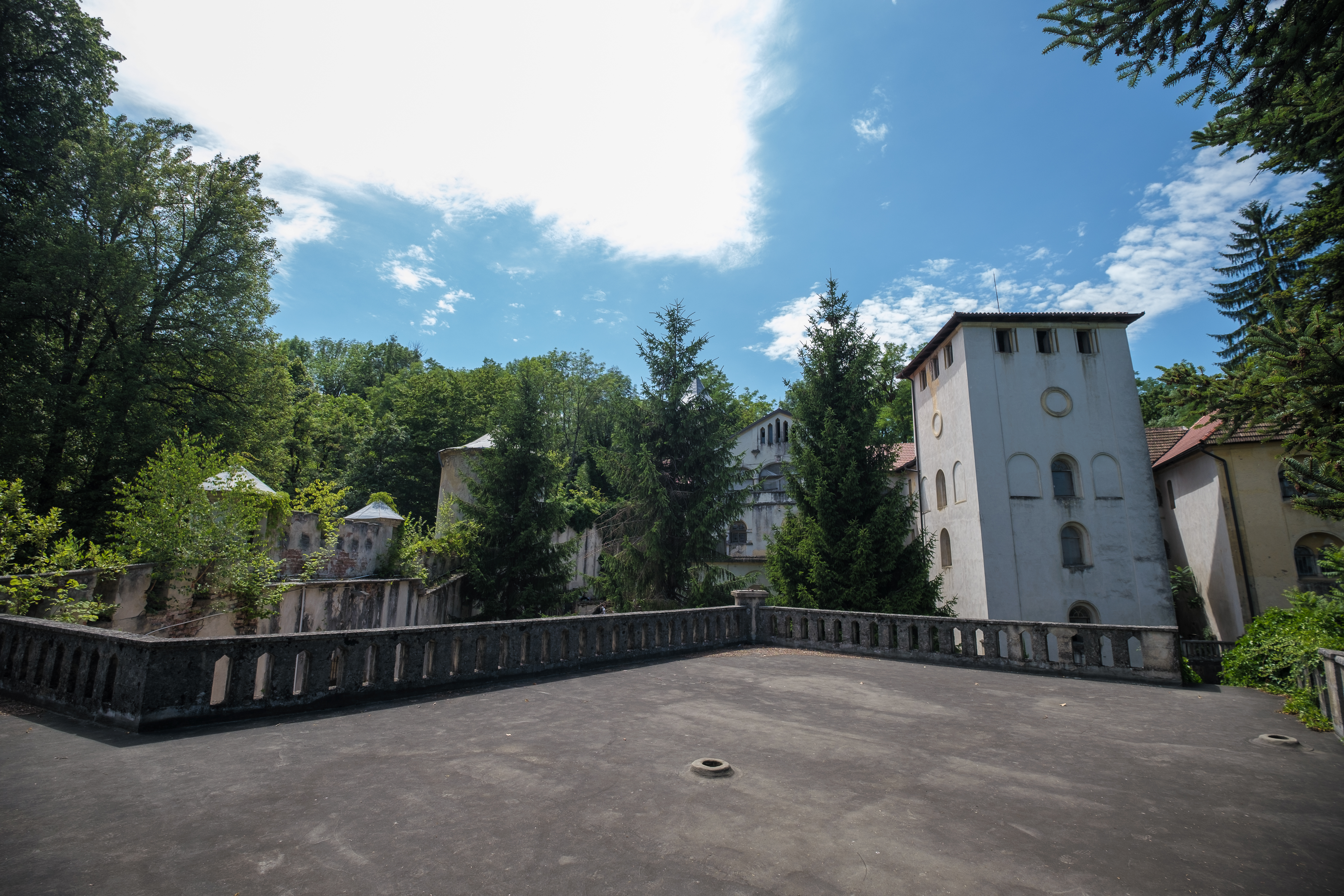
Terrasse
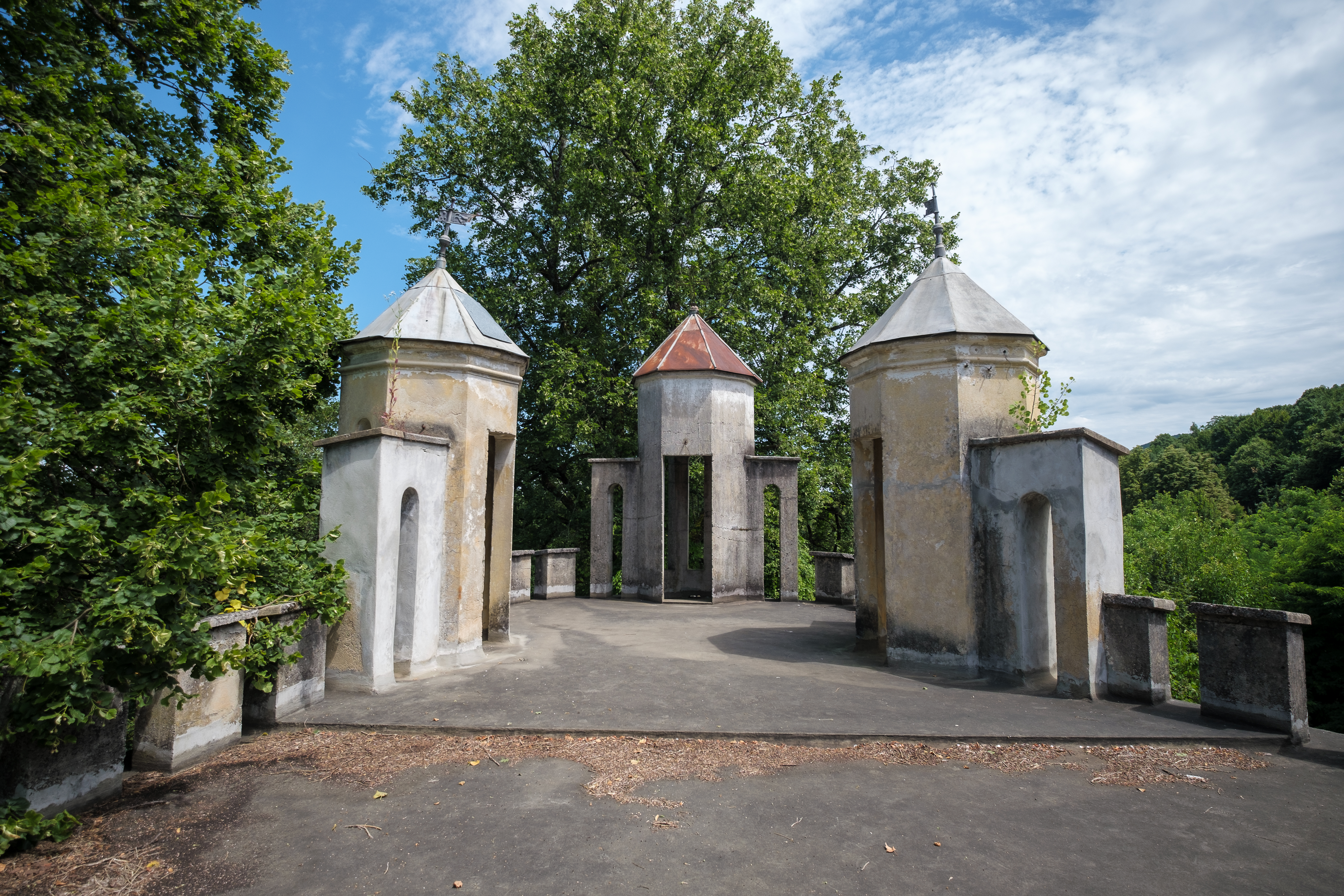
Innenhof